# Retzbach
Retzbach osztrák község Alsó-Ausztria Hollabrunni járásában. 2022 januárjában 1002 lakosa volt. 

## Elhelyezkedése

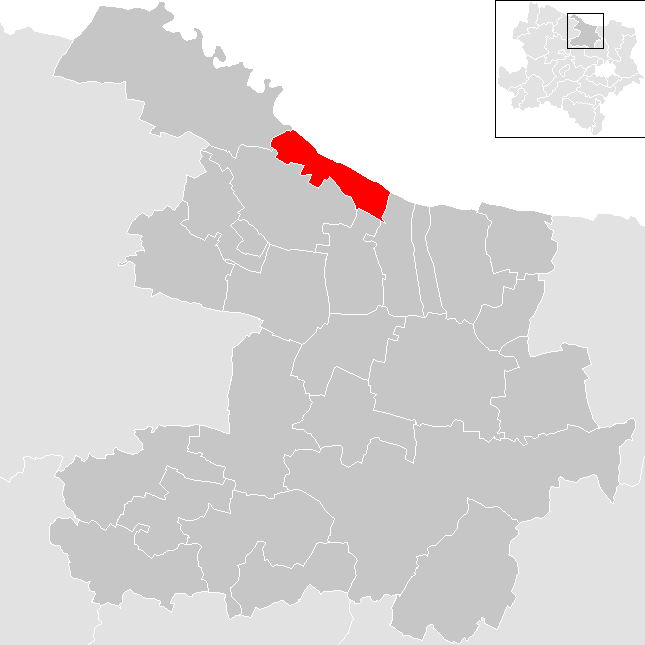
Retzbach a Hollabrunni járásban

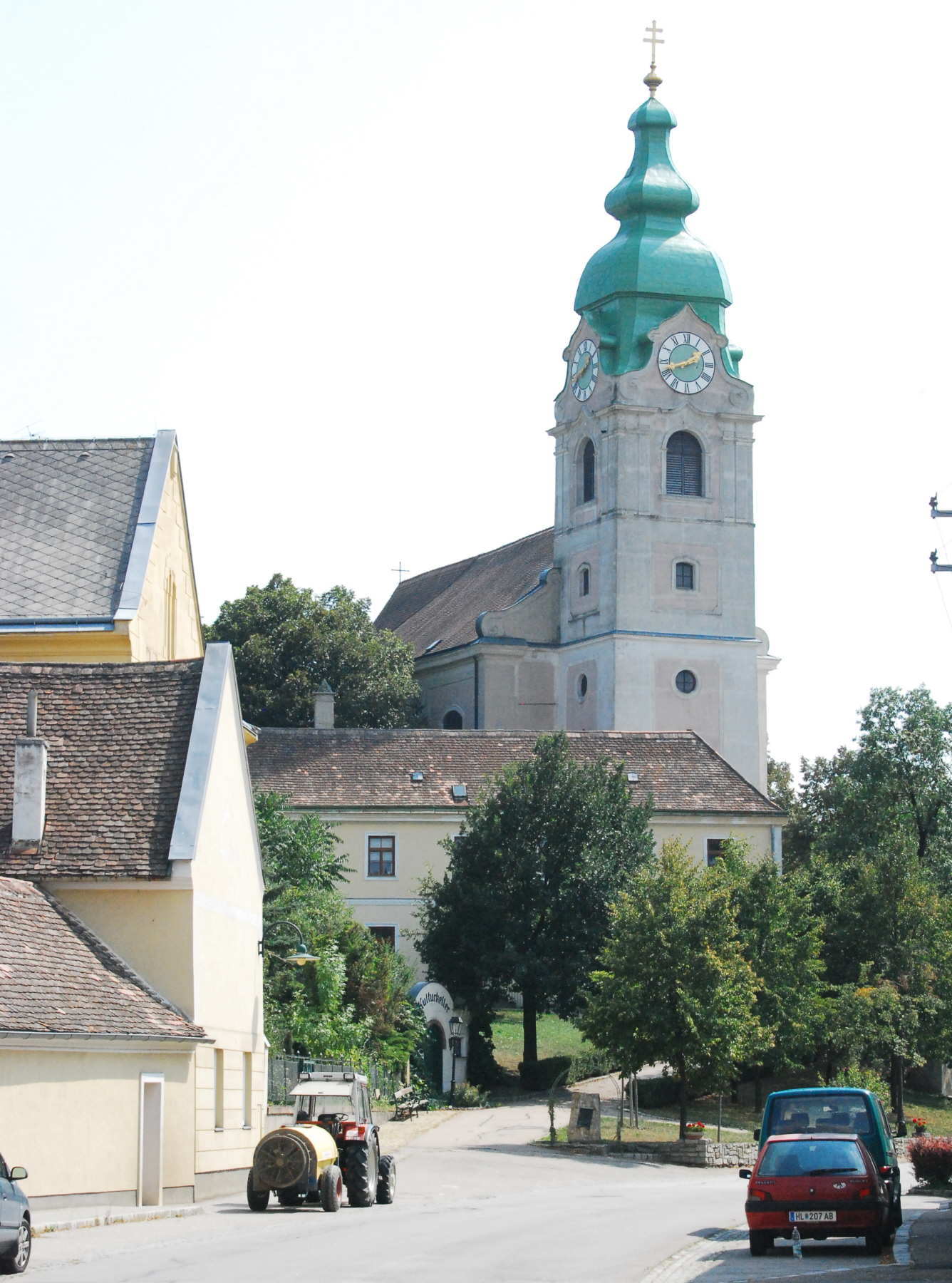
A Szt. Jakab-plébániatemplom

Retzbach a tartomány Weinviertel régiójában fekszik, a Landbach folyó mentén, a Gránit- és Gneiszfennsíkon, közvetlenül a cseh határnál. Területének 6,9%-a erdő, 28,4% szőlő, 54,9% áll egyéb mezőgazdasági művelés alatt. Az önkormányzat 3 települést egyesít: Mitterretzbach (246 lakos 2022-ben), Oberretzbach (122) és Unterretzbach (634).
A környező önkormányzatok: keletre Haugsdorf, délre Pernersdorf, délnyugatra Retz, nyugatra Hardegg, északra Hnanice és Šatov, északkeletre Chvalovice (utóbbi 3 Csehországban).

## Története
A második világháború végén, 1944 őszétől 1945 április közepéig zsidó kényszermunkásokat szállásoltak el Mitterretzbachban. 1945 tavaszán Oberretzbachban 21 Wehrmacht-dezertőrt végeztek ki. 
Mitterretzbach és Oberretzbach községek 1966-ban egyesültek Retzbach néven. 1970-ben Unterretzbach is csatlakozott hozzájuk.

## Lakosság
A retzbachi önkormányzat területén 2022 januárjában 1002 fő élt. A lakosságszám 1934 óta csökkenő tendenciát mutat. 2020-ban az ittlakók 94,1%-a volt osztrák állampolgár; a külföldiek közül 1,8% a régi (2004 előtti), 3% az új EU-tagállamokból érkezett. 0,5% az egykori Jugoszlávia (Szlovénia és Horvátország nélkül) vagy Törökország, 0,6% egyéb országok polgára volt. 2001-ben a lakosok 94,8%-a római katolikusnak, 3,5% pedig felekezeten kívülinek vallotta magát. Ugyanekkor két magyar élt a községben; a legnagyobb nemzetiségi csoportot a németek (98,1%) mellett a csehek alkották 0,8%-kal.
A népesség változása:

| 2016 | 1 016 |
| 2018 | 1 002 |

## Látnivalók

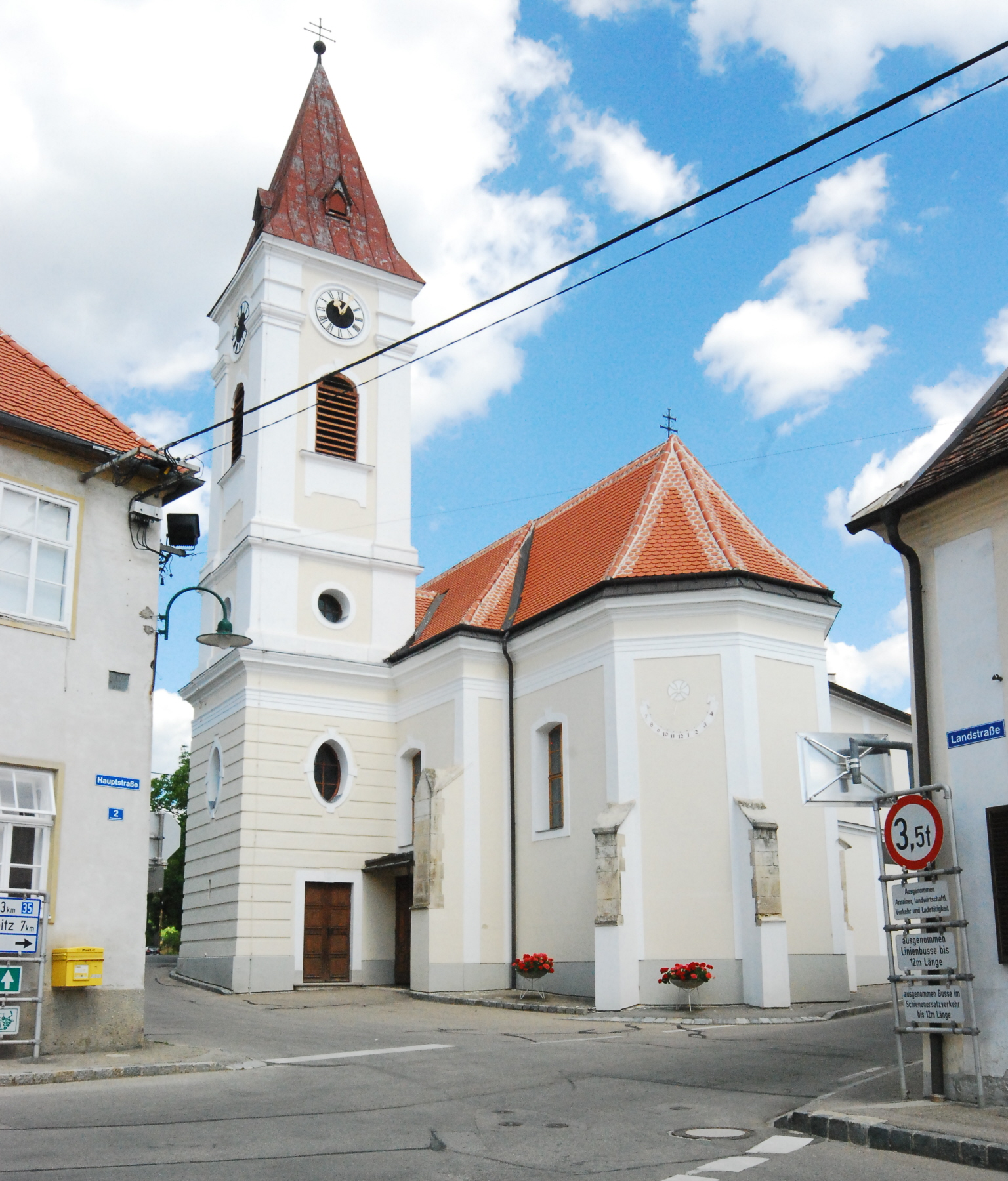
A Szt. Margit-plébániatemplom

- az unterretzbachi Szt. Jakab-plébániatemplom
- a mitterretzbachi Szt. Margit-plébániatemplom
- az oberretzbachi Szt. Katalin-templom
- az ún. Szent kő, amely az ókorban is kultuszhely lehetett, később kegytemplom (ma már csak romai maradtak) épült mellé

## Fordítás
- Ez a szócikk részben vagy egészben  a   Retzbach (Niederösterreich) című német Wikipédia-szócikk ezen változatának fordításán alapul.  Az eredeti cikk szerkesztőit annak laptörténete sorolja fel. Ez a jelzés csupán a megfogalmazás eredetét és a szerzői jogokat jelzi, nem szolgál a cikkben szereplő információk forrásmegjelöléseként.